# Ucieczka z Wichita Falls
Ucieczka z Wichita Falls – powieść autorstwa polskiego pisarza Wiesława Wernica z 1976 roku. 
Fabuła tej powieści przygodowej dzieje się na Dzikim Zachodzie. Główny wątek powieści stanowią losy Roberta Dreera. Przyjaciel i niegdysiejszy pracownik Karola został drugim pomocnikiem szeryfa w Wichita Falls. Nie darzy go sympatią inny pomocnik, zazdrosny o sympatię zwierzchnika. Gdy podejrzenie napadu pada na Roberta, ten ucieka, aby odnaleźć Gordona. W towarzystwie przyjaciela, który chce mu towarzyszyć w tej podróży, dociera do czarownika plemienia Szoszonów. Okazuje się on hipnotyzerem i umożliwia Robertowi zidentyfikowanie faktycznego napastnika. Szczęśliwym zbiegiem okoliczności zostaje on wkrótce schwytany. Dreer zostaje oczyszczony, nie wraca jednak do Wichity, zostaje pomocnikiem szeryfa Vincenta Irwina w Forcie Benton. 